# Roberto Nonveiller
Roberto Nonveiller (Spalato, 1917 – Milano, 1959) è stato un pittore, critico d'arte e mercante d'arte italiano che in seguito acquisì anche la nazionalità argentina.

## Biografia

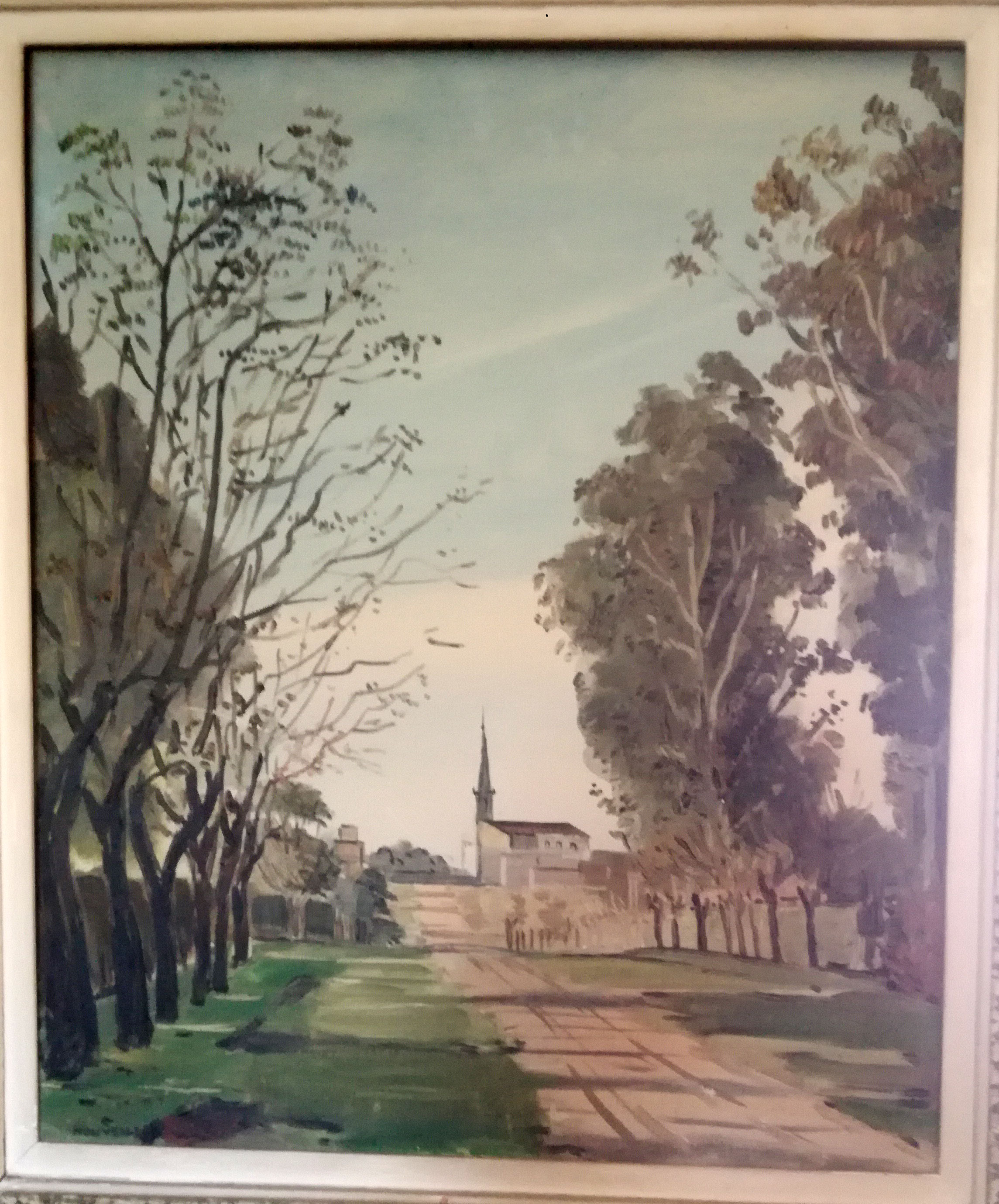
Dipinto di Roberto Nonveillier di una vecchia cappella francese, 1954. Collezione German Berizzo.

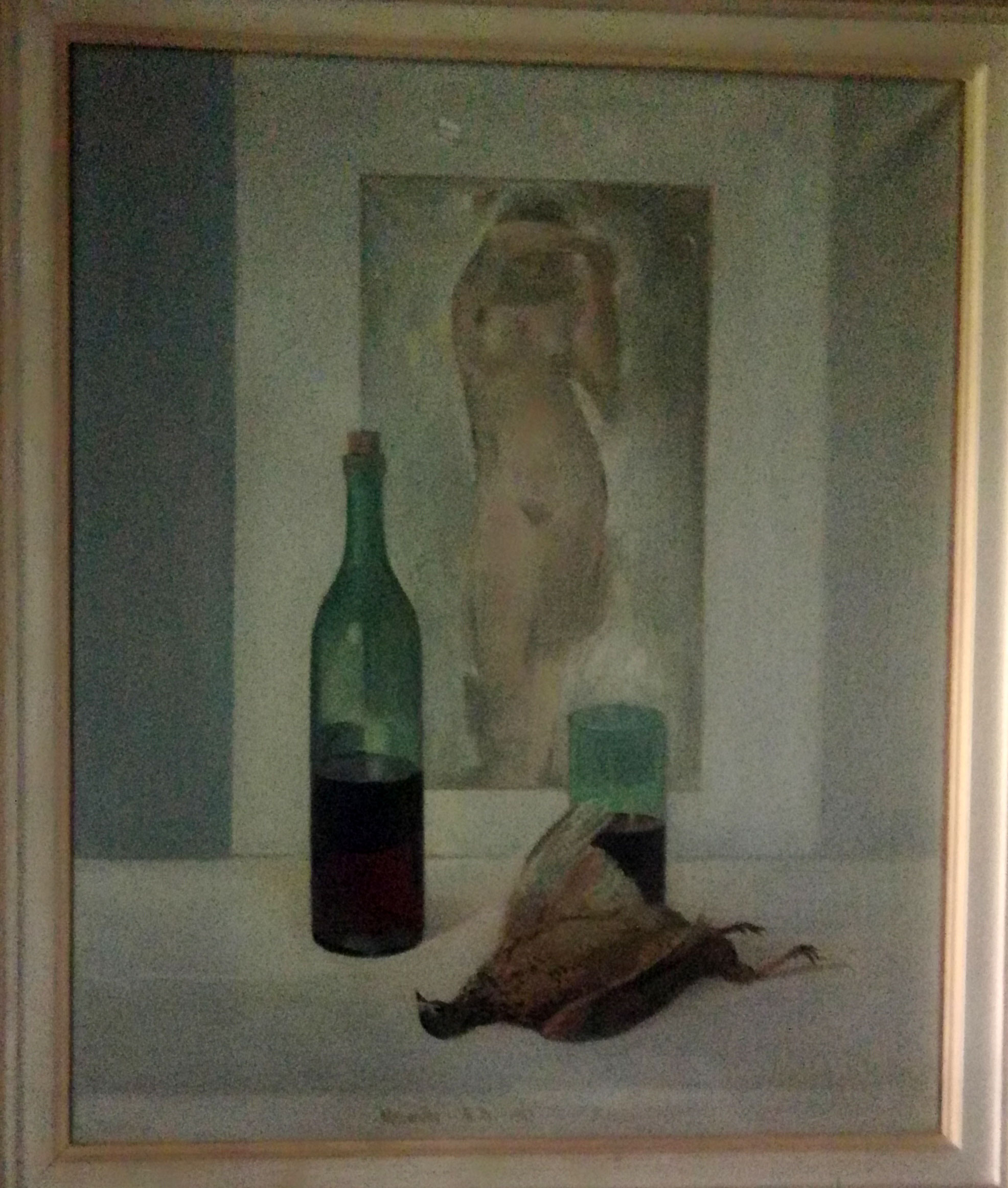
I tre piaceri

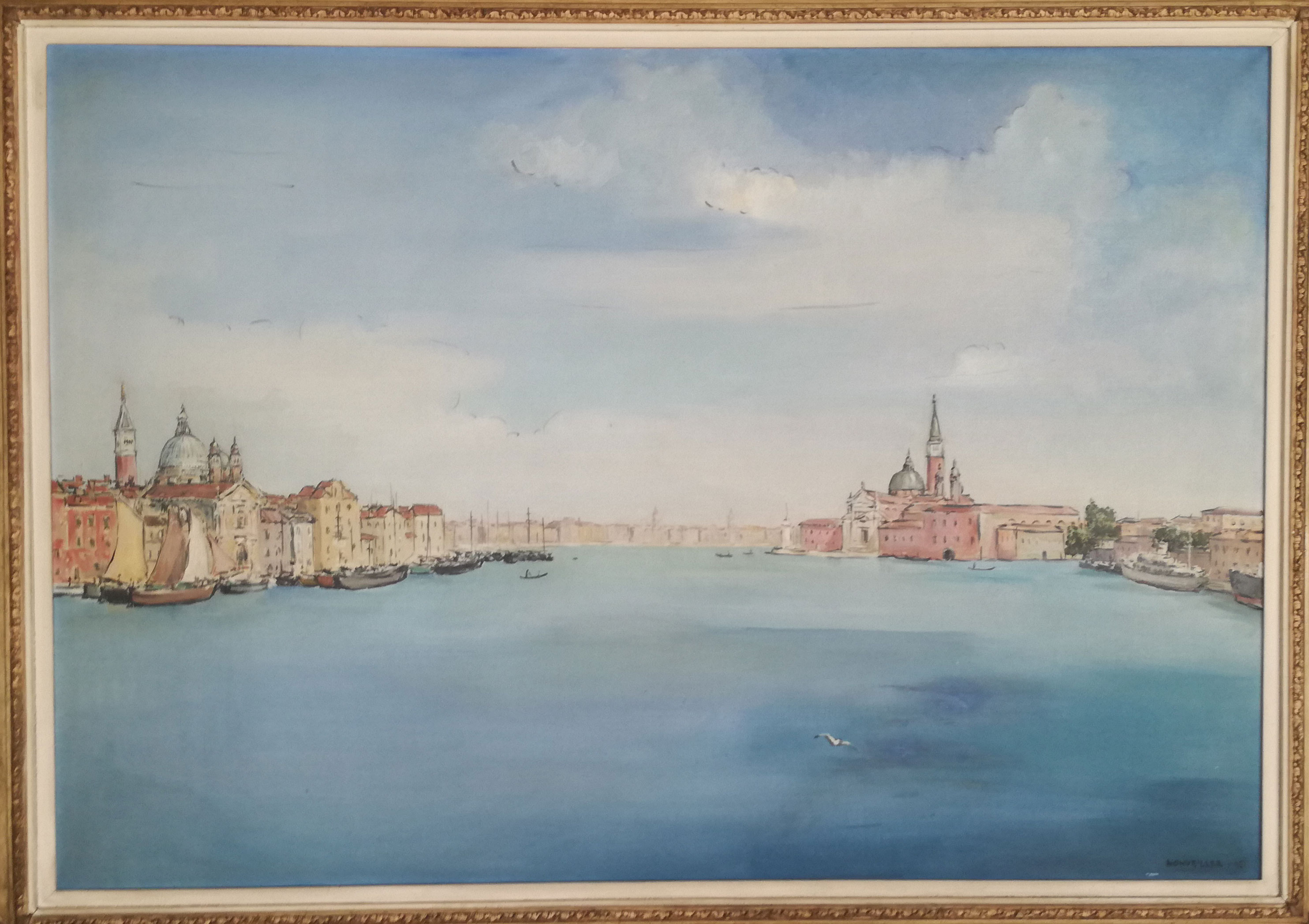
Cana Grande di Venezia

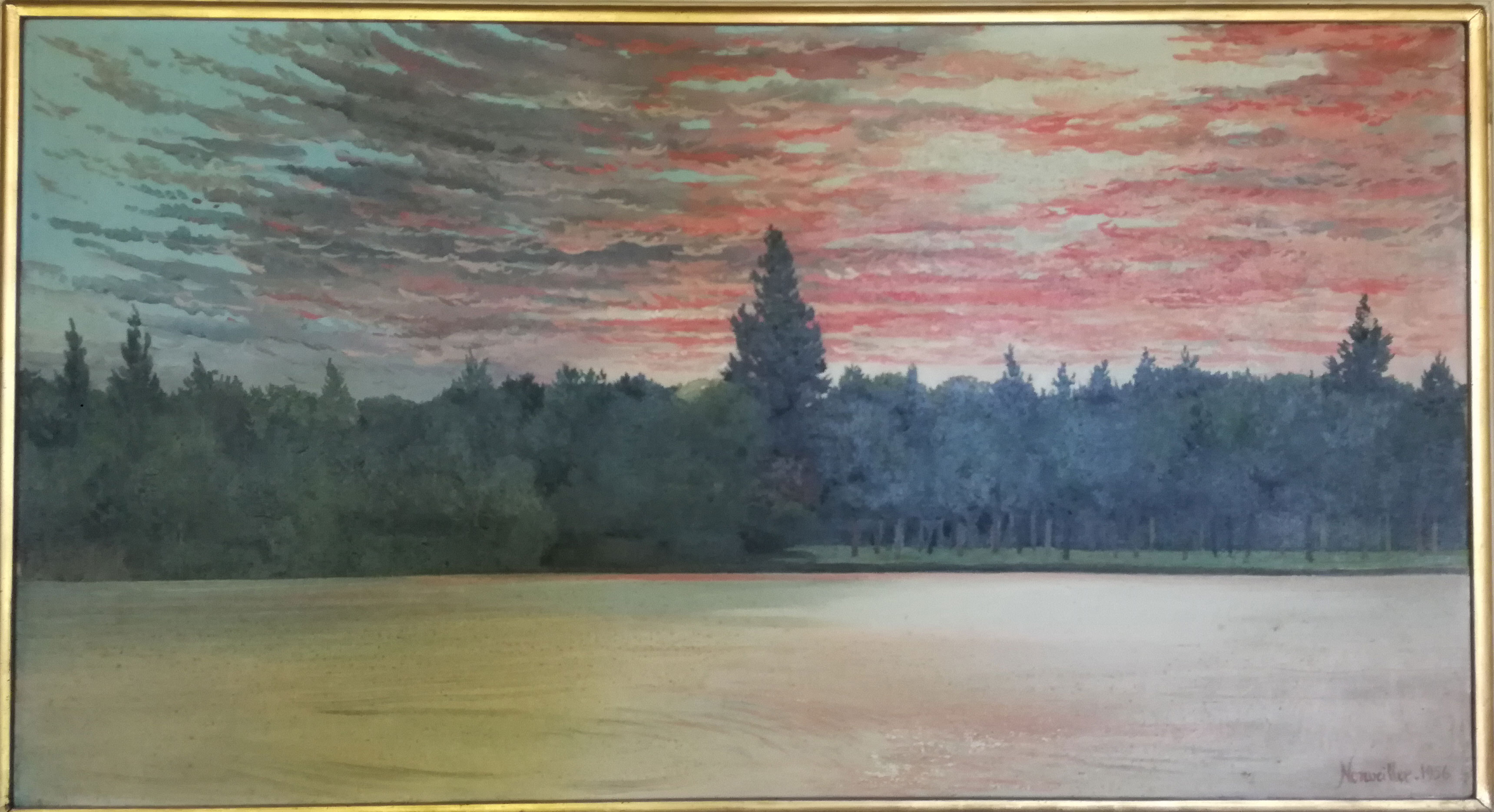
Rio-Parana

Roberto Nonveiller nacque a Spalato nel 1917.
Dopo aver effettuato studi classici a Spalato, si avvicinò alla pittura frequentando l'Accademia di belle arti di Venezia, dove dal 1944 diresse la Piccola Galleria che svolse attività di mostre d'avanguardia e di esposizioni dei migliori artisti italiani del periodo pre-bellico,
 spazio espositivo che presto divenne un vivace centro culturale veneziano.
Quarantasei le mostre ospitate, la prima delle quali, in occasione dell'apertura, fu dedicata a Filippo de Pisis e Arturo Martini nell'aprile del 1944, con una serie di loro opere.
La Piccola Galleria si propose inoltre come casa editrice e pubblicava un bollettino che oltre a contenere le informazioni sulle mostre comprendeva ricchi contenuti inerenti alla vita culturale veneziana, redatti con la partecipazione di Arturo Martini, Silvio Branzi, Filippo De Pisis, Paul Valéry, Irma Zorzi. Nonveiller voleva che artisti, poeti, letterati, musicisti e critici collaborassero con la rivista per interessare così i più significativi esponenti delle discipline artistico-culturali della città.
Una delle mete della galleria fu quello di scoprire e promuovere i giovani artisti locali, divenendo così in breve tempo «un luogo di ritrovo e di riferimento degli artisti veneziani, in particolare di quelli di nuova generazione, che avevano trovato uno spazio dove poter presentare i propri lavori».
Tra il 1944 e il 1945 la Piccola Galleria organizzò anche incontri ed eventi dedicati alla musica contemporanea, seguendo le iniziative della Galleria del Cavallino, come il concerto offerto dalla cantante Ines Alfani-Tellini nel dicembre del 1944 e il terzo concerto di musiche da camera, dedicato alle composizioni del maestro veneziano Gian Francesco Malipiero.
Con Sergio Solmi, Nonveiller fondò e diresse la rivista Lettere ed Arti (1945-1947).
Dal 1948 al 1957, anno in cui si stabilì definitivamente in Italia, Nonveiller alternò lunghi soggiorni a Buenos Aires e a Parigi sviluppando un discorso pittorico intessuto inizialmente da influenze dell'espressionismo di Oskar Kokoschka e orientato poi, per contatti diretti con la lezione di Filippo de Pisis, conservando di questa la brillante incisività cromatica in un contesto più disteso e luminoso, e tendente poi verso una maniera di libera interpretazione dell'impressionismo e del fauvismo. Questa tendenza risultò parallela ad una limpidezza e trasparenza tonale che, dopo il suo viaggio a Parigi nel 1952, andrà sempre più affinandosi attraverso toni chiari e freddi, sottili, richiamanti atmosfere urbane.
Roberto Nonveiller morì a Milano nel 1959.